# Aéroport international de Douala
L'aéroport international de Douala est le premier aéroport du Cameroun. Il est situé à environ 8 km du centre de Douala, dans la région du Littoral.

## Description et historique

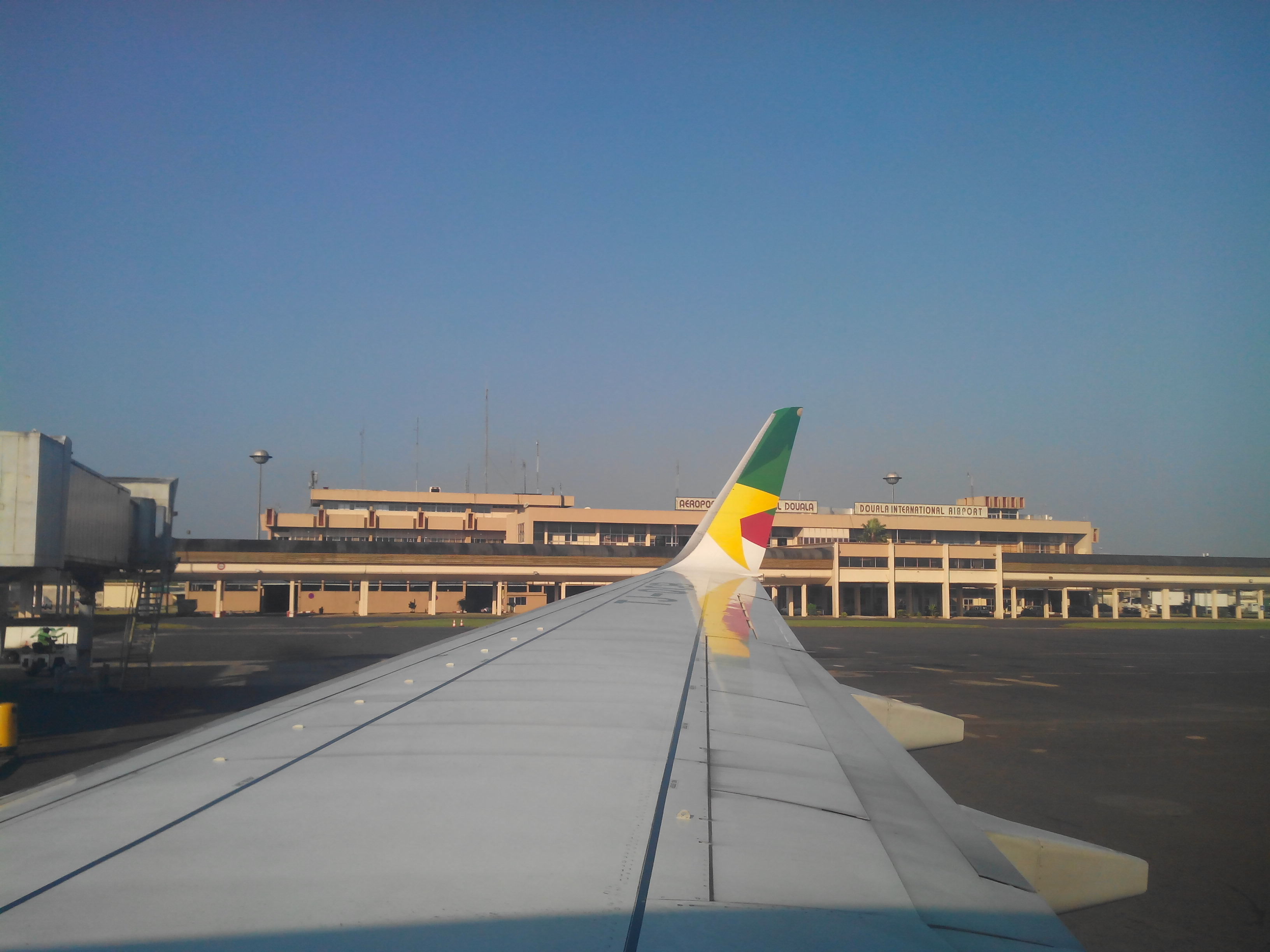
Vue des installations de l'aéroport international de Douala depuis un avion de la compagnie Camair-Co

L'aéroport de Douala se trouve dans la région littoral-Cameroun et dessert la capitale économique du Cameroun. Il côtoie la mer et bénéficie d’une grande demande traditionnelle du trafic aérien. Situé dans une zone couvrant 56 284 km2 et à côté du plus grand port autonome du pays, il occupe un emplacement idéal pour promouvoir les affaires internationales. Il se trouve dans une zone présentant des pluies abondantes de mai à novembre et une température moyenne d’environ 26,9 °C. L’évolution du trafic international reste modérée avec 3,4 % par an.
Il est le principal aéroport du Cameroun. Il est situé à 4° 00′ 42″ de latitude nord et 9° 42′ 30″ de longitude est, il se trouve à environ 8 km du centre-ville de Douala, dans la Province du Littoral. Il a accueilli en 1978 le Concorde (avec à son bord Valéry Giscard d'Estaing).

## Situation géographique
| \| 100 km1:12 607 000 \| Garoua Maroua Ngaoundéré Yaoundé-Ville Yaoundé-Nsimalen Douala Bamenda Bafoussam Ngola Koutaba Kika Mvomeka'a |
| 100 km1:12 607 000 |

## Rôle économique et social
Il a  une capacité d'un million et demi de passagers et cinquante mille tonnes de fret par an. Il a accueilli environ 1 003 000 passagers en 2017 (source Aéroports du Cameroun 2018). Il comporte douze postes de stationnement.
Les principaux produits à l’import sont des appareils électriques, des médicaments et des textiles.
À l'export, il s'agit d'ananas, de vivres africains (manioc, safous, légumes verts, etc.).
La ville de Douala a une population d’environ 3 348 948 habitants une capacité d’hébergement de 4706 lits, les produits touristiques dans la région et ses alentours sont le Zoo de Limbé, le lac Baromi, l'artisanat, le mont Cameroun, des jardins botaniques, le parc de Korup, les plages de Yoyo à Mouanko, etc.

## Infrastructures et bâtiments remarquables

### Piste d’atterrissage
Au mois de mars 2016, des travaux de réfection de l’aire de stationnement des aéronefs et de la piste d’atterrissage sont planifiés. Ils coûteront 15 milliards de francs Cfa.
Pendant la période de fermeture complète de l’aéroport de Douala, du 01 au 21 mars 2016, tous les vols et passagers à destination ou au départ du Cameroun s’effectueront à partir de l’aéroport de Yaoundé-Nsimalen. 

### Clôture
Longue de 19 km, la clôture qui coûtera plus de 3 milliards de FCFA, est financée par la Banque Mondiale. Elle couvrira 400 hectares sur les 1218 que représente l’architecture totale du domaine aéroportuaire de Douala

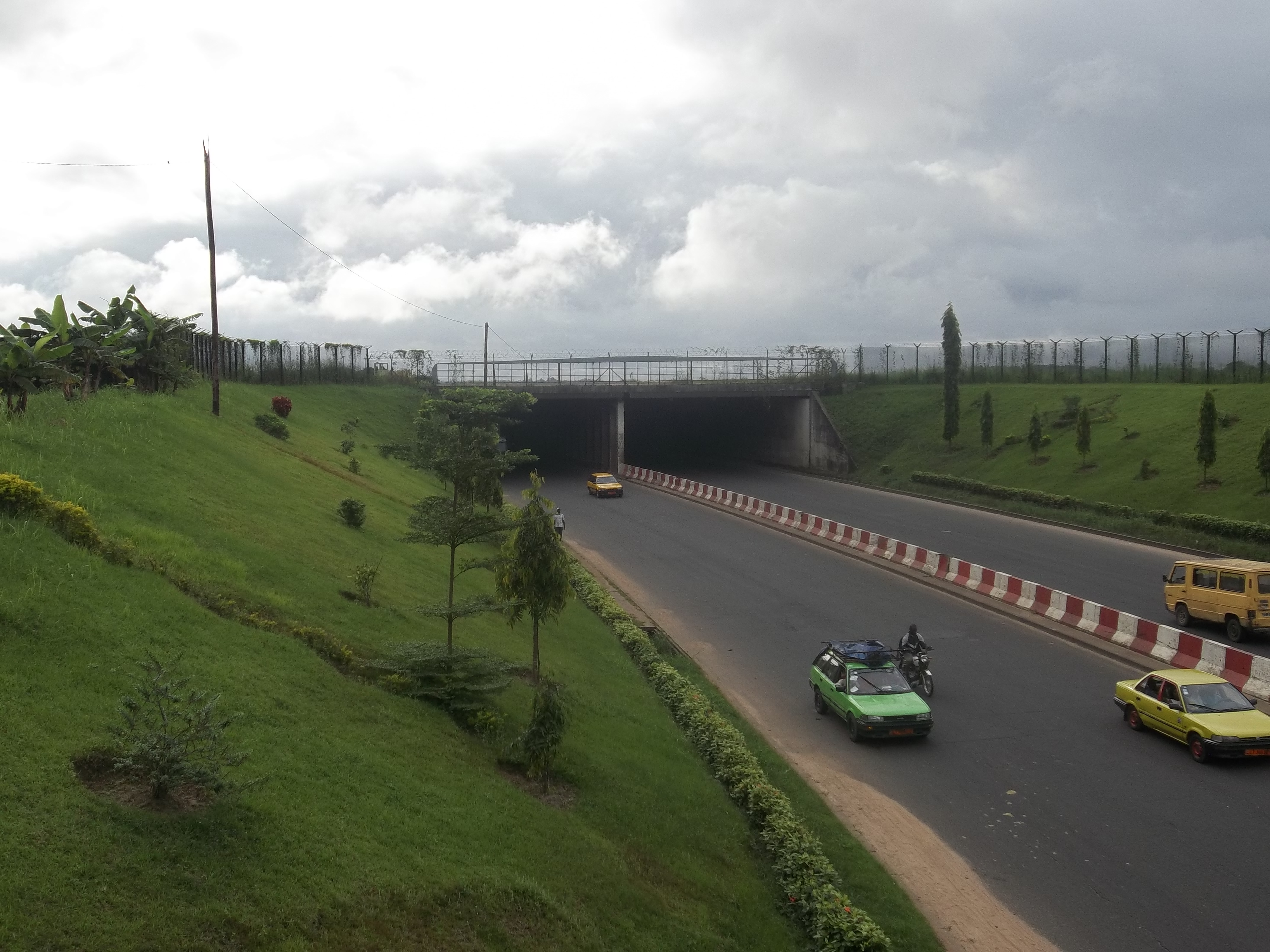
Clôture de l’aéroport de Douala

.

### Base aérienne
L'aéroport correspond à une ancienne base aérienne française (BA 174). 

## Statistiques
- Superficie : 6,20 km2
- Capacité passagers : 1 500 000 par an
- Nombre de passagers : 500 000 par an

43 % du trafic intérieur et 72 % du trafic international sont assurés par l’aéroport de Douala.
Le graphique qui aurait dû être présenté ici ne peut pas être affiché car il utilise l'ancienne extension Graph, désactivée pour des questions de sécurité. Des indications pour créer un nouveau graphique avec la nouvelle extension Chart sont disponibles ici.

Voir la requête brute et les sources sur Wikidata.

## Compagnies aériennes et destinations

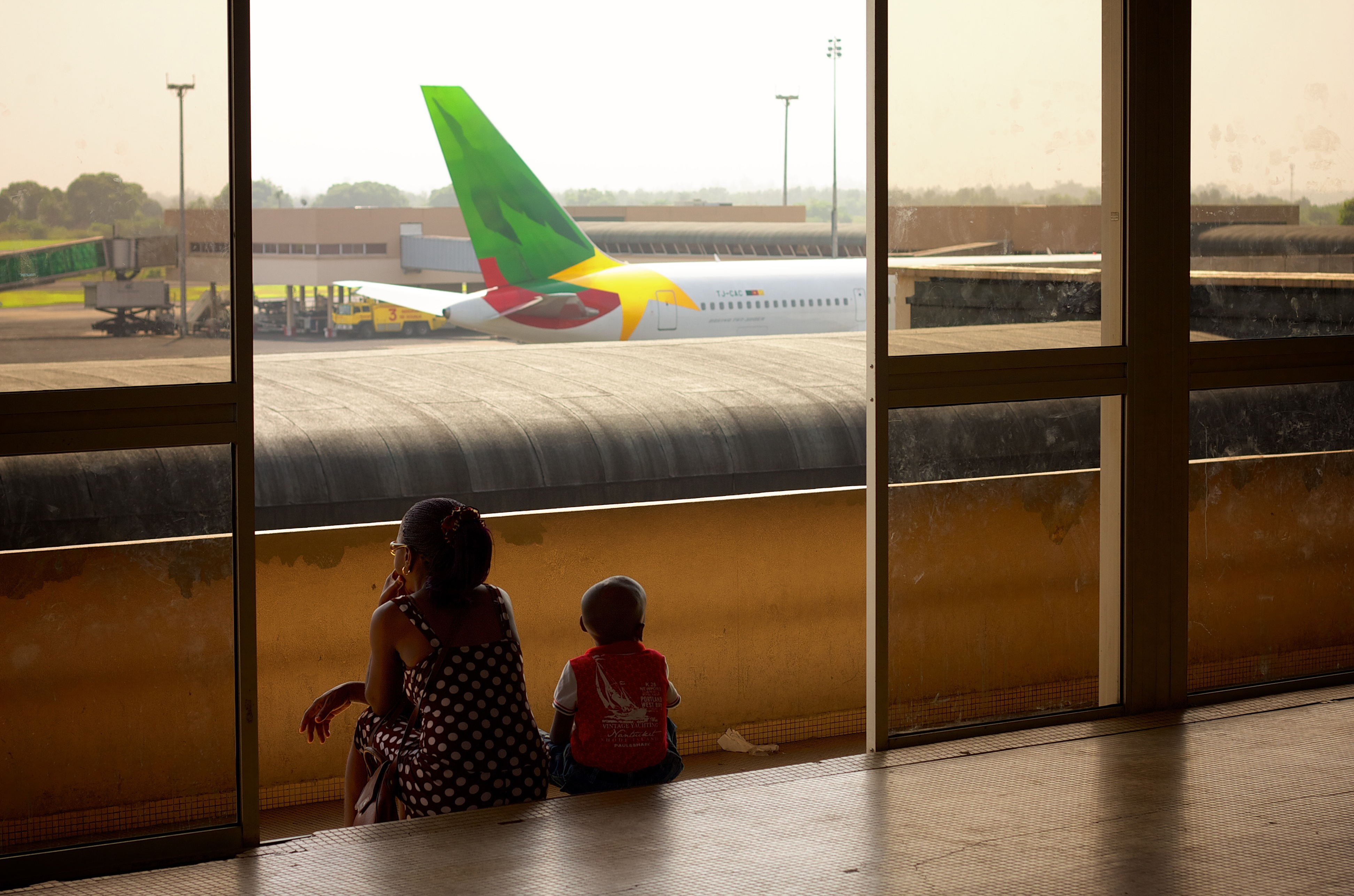
Aéroport de Douala

| Compagnies              | Destinations |
| ----------------------- | --- |
| Africa's Connection STP | São Tomé |
| Afrijet                 | Libreville-Léon Mba |
| Air Algérie             | Alger-Houari-Boumédiène, Abuja-N. Azikiwe |
| Air Côte d'Ivoire       | Abidjan-F.-H.-Boigny, Bangui, N'Djaména |
| Air France              | Malabo, Paris-Charles de Gaulle |
| Air Sénégal             | Dakar-B. Diagne |
| ASKY Airlines           | - Bangui, - Johannesbourg OR Tambo, - Lagos-Murtala Muhammed, - Libreville-Léon Mba, - Lomé-G. Eyadéma, - N'Djaména                                                                                         |
| Brussels Airlines       | Bruxelles-National |
| Camair-Co               | - Abidjan-F.-H.-Boigny, - Bafoussam, - Bamenda, - Bangui, - Cotonou, - Dakar-B. Diagne, - Garoua, - Lagos-Murtala Muhammed, - Libreville-Léon Mba, - Maroua, - N'Djaména, - N'Gaoundéré, - Yaoundé-Nsimalen |
| Congo Airways           | Kinshasa-N'djili |
| Cronos Airlines         | Lagos-Murtala Muhammed, Malabo |
| EgyptAir                | Le Caire |
| Ethiopian Airlines      | Addis-Abeba Bole, Malabo |
| Kenya Airways           | Nairobi-J. Kenyatta |
| Royal Air Maroc         | Casablanca-Mohammed-V |
| RwandAir                | Bangui, Kigali, Libreville-Léon Mba |
| Trans Air Congo         | Libreville-Léon Mba, Pointe-Noire A. Neto |
| Turkish Airlines        | Istanbul |

Actualisé le 16/10/2023

### Compagnies cargo
- DHL effectué par Allied Air
- Sky Gabon
- Cargolux

### Données techniques
- Fuseau horaire: GMT + 1
- Langue de travail : Français
- Aéroport international de Douala (DLA / FKKD)
- Site Web: www.adcsa.aero
- SITA: DLAKKXH, DLAOOXH, DLAECXH
- RSFTA: FKKDZPZX, FKKDYDYX
- Opérateur: Aéroports du Cameroun (ADC) SA
- Données Aéroport: International, Héliport, Douala 10 km, position 4° 00′ 42″ N, 9° 42′ 30″ E, altitude 10 m, 1 Terminal passager, 1 Terminal Cargo, 15 Stands d'aéronefs
- Heures de douane: 24 heures
- Traffic 2007 2008 2009 2010
- débit de passagers 580 519 691 496 505 747 549 410
- Cargo traitées (tonnes) 14 584 462 15 462 203 496 587 11 14 013 752
- Cargo manipulé (1000s lbs) 32 152 904 087 972 31 34 959 175 24 280 917
- Les mouvements d'aéronefs 452 17 113 17 15 686 15 039
- Données Aéroport : Catégorie Feu = 8
- Services d'urgence: SSLIA-Police-Gendarmerie-Services Médicaux
- Aides à la navigation: VOR-DME, NDB
- Restrictions d'aérodrome: interdites pour un / aéronef non équipés de commandes radio bilatérales
- Restrictions sonores: Décollage de nuit entre 2000-0600 sur la piste.
- Piste 1: Intitulé 12/30, 2 853m, 059 Cat / F / C / X / U, l'OACI. D, Avion taille max: B747, ILS, Lighting: Salut Cat1-900mtrs / B1

#### Équipements Cargo
Capacité 15 600tonnes (34 391,000lbs), 1x 747 Freighter Dock, Transit Zone, manutention mécanique, quarantaine animale, frais d'inspection de la viande, responsables de santé, équipement X-Ray, sécurité pour les objets de valeur, des marchandises dangereuses, radioactives, très grands / Heavy Cargo, enregistrement / Centre Courrier, matériel fourni par la compagnie aérienne nationale, matériel de manutention : ravitaillement, restauration, GPU, ACU, ASU, repoussage, TRACMA, plate-forme d'ascenseur, diabolos

#### Services passagers
Capacité annuelle de 1 500 000, 20 comptoirs d'enregistrement, 6 portes, 6 passerelles d'embarquement , 1 poste de réclamation bagage, 14 espaces de stationnement à long terme, Min. Connexion Temps Intl-Intl : 80 minutes, Dom-Intl: 25 min, Dom-Dom : 30 min, bureau de poste, Banque, Bureau de Change, CLAAS Auto, Restaurants, Cafétérias, Bars, VIP Lounge, Duty Free Shop, Newsagent / Tabac, cadeaux, Agent de Voyage, Aide touristique, location de voitures, service de taxi / Rank...